# 윌리엄 오슬러

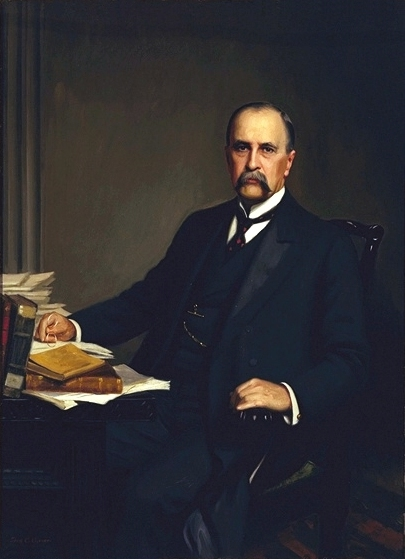

제1대 오슬러 준남작 윌리엄 오슬러  경(영어: Sir William Osler, 1st Baronet, 1849년 7월 12일 ~ 1919년 12월 29일)은 '현대의학의 아버지'로 불리는 캐나다의 의사로, 미국 존스 홉킨스 병원 설립에 기여한 4명의 교수 중 한 명으로 알려졌다. 오슬러는 1849년에 캐나다 온타리오주 남부의 한 마을에서 태어났다. 그는 1872년 캐나다 맥길 대학교에서 의학 학위를 받았으며, 전공의 교육을 위한 레지던시 프로그램을 캐나다와 미국 최초로 만들었으며 의대생의 임상 경험을 위한 임상실습(bedside learning) 역시 최초로 수행했다. 1892년에 발간된 오슬러의 『The Principles and Practice of Medicine』은 당시 전 세계 의사들의 표준 교과서가 됐으며 교과서 중심의 교육에서 임상 중심 교육으로 변화하는데 도움이 됐다.

## 서훈
- 1911년 준남작 서임(1st Baronet Osler of Norham Gardens in the city of Oxford)[1]